# Mkdir
mkdir (енгл. make directory - направи директоријум) је наредба на оперативним системима Јуникс, ДОС, DR FlexOS, IBM ОS/2, Мајкрософт Microsoft Windows и Ријакт ОС која се користи за прављење новог директоријума. Такође је доступна у EFI шелу и у скриптном језику PHP. На ДОС, ОS/2, Windows и Ријект ОС оперативним системима команда се често скраћује на md.
Наредба је аналогна наредби create_dir на OpenVOS оперативном систему. MetaComCo TRIPOS и AmigaDOS имају сличну MakeDir наредбу за креирање нових директоријума. Окружења за нумеричко рачунарство МАТЛАБ и GNU Octave садрже mkdir функцију са сличном функционалношћу.

## Употреба
Уобичајена употреба је једноставна: 
```
mkdir
 
naziv_direktorijuma

```

 гдје је naziv_direktorijuma име директоријума који неко жели да створи. Када се куца као у примјеру изнад (тј. уобичајена употреба), нови директоријум би се створио унутар тренутног директоријума. На Јуниксу и Windows-у може се навести више директоријума, а mkdir ће покушати да их створи.

### Опције
На оперативним системима сличним Јуниксу, mkdir подржава неке опције. Опције су:
- -p : родитељи или путања, такође ће креирати све директоријуме који воде до датог директорија ако већ не постоје. На примјер, mkdir -pa/b ће креирати директоријум a ако не постоји, те ће креирати директоријум b унутар директоријума a. Ако наведени директоријум већ постоји, занемарује грешку.
- -m : мод, одређује октална допуштења директоријума које је створио mkdir.

-p се најчешће користи када користите mkdir за изградњу сложених хијерархија директоријума, у случају да недостаје потребан директоријум или већ постоји. -m се обично користи за закључавање привремених директоријума које користе шел скрипте.

### Примјери
Примјер -p: 
```
mkdir
 
-p
 
/tmp/a/b/c

```

 Ако /tmp/a постоји, али /tmp/a/b не постоји, mkdir ће креирати /tmp/a/b прије креирања /tmp/a/b/c .

И још снажнија команда, креирање читавог стабла одједном (ово је, међутим, проширење Шела, mkdir ништа не ради сам): 
```
mkdir
 
-p
 
tmpdir/
{
trunk/sources/
{
includes,docs
}
,branches,tags
}

```

 Ако се користе промјењиве са командом mkdir у беш скрипти, ПОСИКС 'посебна' уграђена команда eval би послужила својој сврси. 
```
DOMAIN_NAME
=
includes,docs

eval
 
"mkdir -p tmpdir/{trunk/sources/{
${
DOMAIN_NAME
}
},branches,tags}"

```

 Ово ће створити: 
```
     tmpdir
  ________|______
  |        |    |
branches tags trunk
          |
         sources
        ____|_____
       |          |
     includes   docs

```